# Black Rock (Heard und McDonald-Inseln)
Der Black Rock (englisch für Schwarzer Felsen) ist ein kleiner und dunkler Rifffelsen im südlichen Indischen Ozean. Er liegt 20 Meter nordwestlich von Morgan Island und 195 m nördlich der Insel Heard.
Der Felsen wurde 1860 vom US-amerikanischen Robbenjäger H. C. Chester grob kartiert, der zu jener Zeit in den Gewässern um die Insel Heard operierte. Der deskriptive Name ist auf Landkarten erstmals um das Jahr 1932 verzeichnet. Diese entstanden vermutlich als Ergebnis der Arbeiten der British Australian and New Zealand Antarctic Research Expedition (BANZARE, 1929–1931) unter der Leitung des australischen Polarforschers Douglas Mawson.